# Юкіо Мішіма
Юкі́о Міші́ма (яп. 三島 由紀夫, みしまゆきお, латиніз.: Mishima Yukio; справжнє ім'я — Хіраока́ Кіміта́ке (яп. 平岡 公威, ひらおかきみたけ); 1925⁣—⁣1970) — японський письменник, поет, драматург та есеїст, — відомий на Заході завдяки своєму ритуальному самогубству, відоме як сепуку, — вважається одним із найважливіших японських письменників 20-го століття.
Творчий доробок автора налічує понад 40 романів, томи поезії, есе, а також драми но та кабукі. Багаторічний кандидат на здобуття Нобелівської премії з літератури. Його авангардні твори характеризуються широким словниковим запасом, багатошаровими метафорами, злиттям традиційної японської мови з сучасною західною літературою та одержимістю єдністю краси, еротики та смерті.
Окрім, автором, що зробив внесок у повоєнну японську літературу, Мішіма також був переконаним націоналістом та політичним активістом. Він виступав проти посилення впливу західного матеріалізму на Японію і займав гостру критику глобалізму, комуністичних рухів та нових лівих. Мішіма перебував під впливом концепцій японського націоналізму, такими як Кокутай і Ямато-дамасій, а також культурними виявами синтоїзму, які, на його думку, перебували під загрозою через поширення західного впливу. Його політичні переконання і погляди були сформульовані в есе під назвою На захист культури.
25 листопада 1970 року Мішіма та четверо членів Татенокай здійснили спробу державного перевороту з метою скасувати конституцію Японії та відновити владу японського імператора. Однак їхній переворот провалився, і Мішіма вчинив ритуальне самогубство. Ця подія стала відома як «інцидент Мішіми».

## Біографія

### Дитинство

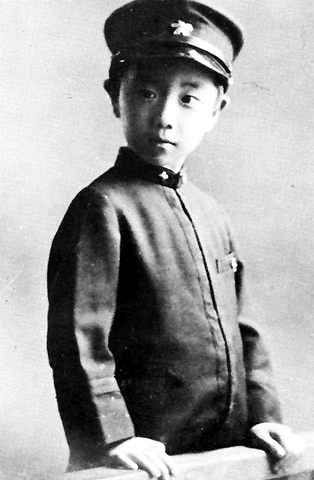
Мішіма Юкіо під час вступу до школи 1931 року.

Мішіма народився під ім'ям Хіраока Кімітаке. Його батьками був Хіраоки Азуси, чиновник Японського рибальського агентства та Хіраоки Шідзуе (уродженка Хара), у сучасному районі Токіо Сіндзюку. У нього був брат, на ім'я Чіюкі та сестра Міцуко, яка померла від черевного тифу у віці 17 років (1945). Своє прізвище Кімітаке (公威) він отримав на честь японського вченого Фуруічі Коі, який був наставником його діда по батьківській лінії, Садатаро Хіраока.
Його родина належала до японського вищого класу. Його дід по матері, Кендзо Хасі, був викладачем китайської літератури у приватній школі в Аракаві та служив самурайському клану Маеда протягом багатьох поколінь. Однак раннє дитинство Мішіми пройшло під сильним впливом його бабусі по батькові, Хіраоки Нацуко, яка на кілька років розлучила Мішіму з батьками й виховувала його самостійно. Нацуко була донькою Мацудайра Йорітака, даймьо провінції Хітачі, і виховувалася в японському імператорському дворі під керівництвом Арісугави Тарухіто. Навіть після того, як вона покинула імператорський дім і вийшла заміж за Садатаро Хіраока, колишнього генерала і чиновника префектури Карафуто, вона зберегла своє аристократичне виховання, яке мало значний вплив на подальшу літературну творчість Мішіми. Нацуко час від часу спалахувала гнівом і недвозначно забороняла Мішімі спілкуватися з іншими хлопчиками його віку, тож він проводив багато часу на самоті або зі своїми двоюрідними братами та сестрами. Сучасні біографи часто припускають, що саме цей досвід, зокрема ізоляція, став джерелом особливого захоплення Мішіми смертю.
У віці дванадцяти років Мішіма повернувся до батьків і встановив близькі стосунки з матір'ю. Його батько, Азуса, навпаки, прищеплював йому військову дисципліну і висміював його відданість літературі, вважаючи її «жіночими забавками». Азуса робив великий акцент на тому, щоби зробити свого сина більш мужнім, що призводило до жорстких методів виховання. Наприклад, немовлям він тримав Мішіму під потягом, що проїжджав повз нього, або в юності обшукував його кімнату, щоб розірвати рукописи, а згодом лупцював Мішіму. Хоча Азуса заборонив синові продовжувати писати, Мішіма нишком продовжував цим займатися. Його мати підтримувала його починання, ховаючи його рукописи від чоловіка та надаючи синові відгуки на його оповідання.
Коли Мішімі було тринадцять років, його бабуся Нацуко взяла його на його першу п'єсу кабукі «Канадехон Чусінгура», алегорію історичної історії про 47 ронінів. Бабуся Мішіми по материнській лінії, Томі Хасі, незабаром після цього супроводжувала його на першу виставу театру Но, «Міва». Пізніше Мішіма визначив обидві події як джерела своєї прихильності до Кабукі та Но. У підлітковому віці він відвідував такі вистави щомісяця і проводив дослідження з історії традиційного японського мистецтва.

### Шкільні роки та перші роботи

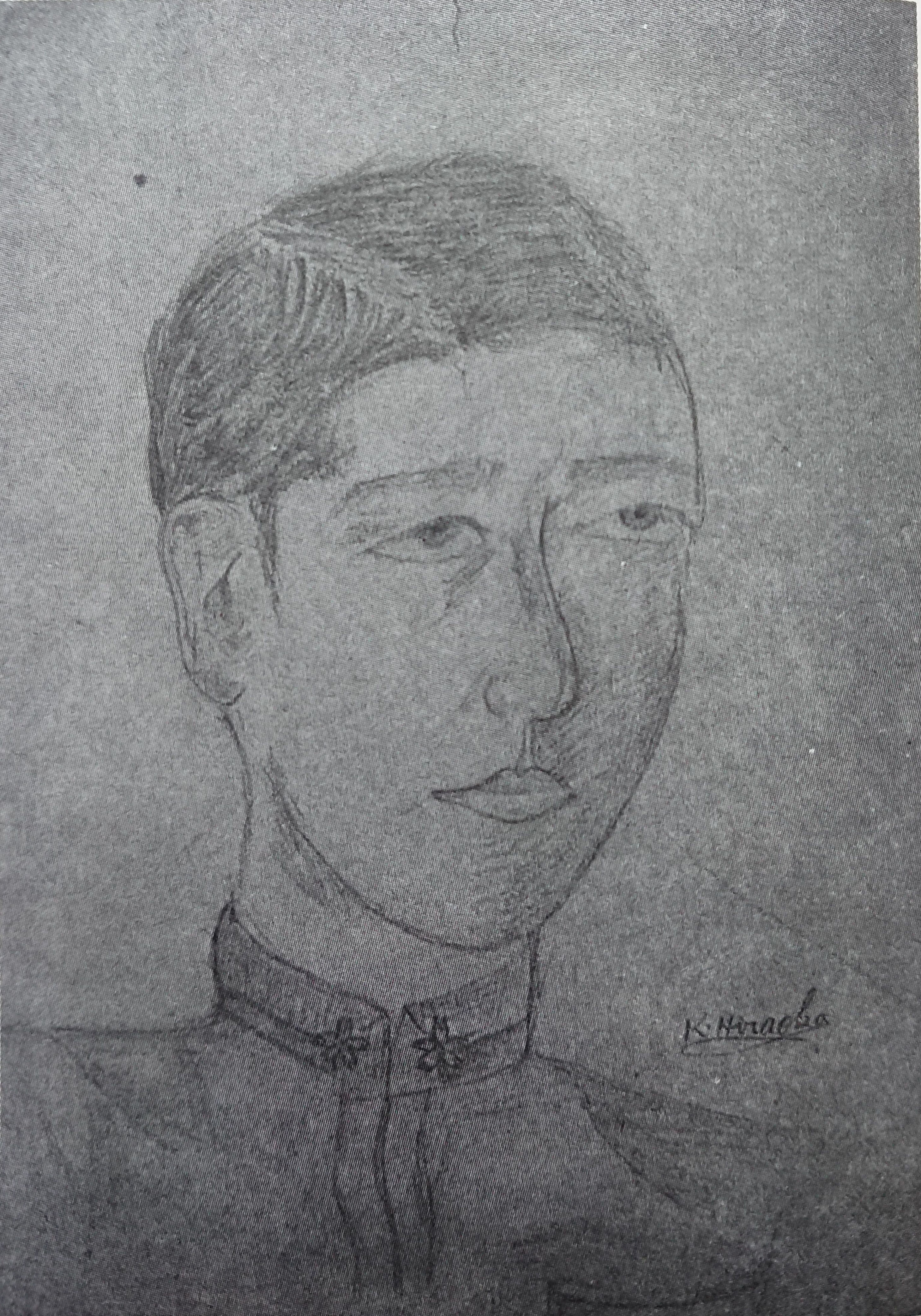
Автопортрет Мішіми під час навчання в середній школі

У віці шести років, завдяки ініціативі Нацуко та всупереч бажанню батьків, Мішіма вступив до Гакушуін — престижної державної школи, заснованої за часів Мейдзі з метою навчання нащадків феодальної знаті. Натхненний Оскаром Уайльдом, Райнером Марією Рільке, Раймондом Радіге, а також численними японськими авторами, він почав писати власні тексти у віці дванадцяти років, не лише японською, а й французькою, німецькою та англійською мовами, які він вивчив самостійно. Того ж року він став наймолодшим членом редакції шкільної газети. Саме там він вперше познайомився з творами японського письменника Мічізо Тачіхари, з яким у нього виникла сильна симпатія, а згодом він перейняв стиль письма Тачіхари «вака». Його перші публікації в літературному журналі «Гакушюін», «Ходзінкай-дзасі», були виключно у формі хайку та вака, перш ніж він звернувся до прози.
У 1941 році, у віці 16 років, Мішіму попросили написати коротке оповідання для газети «Ходзінкай-дзасі». Його роботою стала «Hanazakari no Mori» (укр. Ліс у повному розквіті) — розповідь про хлопчика, який відчуває, що його предки продовжують жити в ньому, і вбачає в цьому причину свого внутрішнього неспокою. В оповіданні використовуються різноманітні метафори та афоризми, які згодом стануть фірмовими знаками Мішіми. Першу копію свого рукопису він надіслав своєму японському вчителеві Фуміо Шимізу для конструктивної критики. Шимізу був настільки вражений, що приніс примірник на засідання відомого літературного журналу «Bungei Bunka», співредактором якого він був. Оповідання було добре прийняте там і врешті-решт опубліковане. У 1944 році воно вийшло у вигляді книги, хоча запланований тираж довелося обмежити до 4 000 примірників через нестачу паперу під час війни.
Щоб захистити хлопця від потенційних конфліктів з батьком Азусою та знущань з боку однокласників, редакція журналу «Bungei Bunka» вигадала для нього псевдонім Юкіо Мішіма. Прізвище Мішіма походить від назви станції Мішіма, через яку Шімізу та його колега-редактор Дзенмей Хасуда проїжджали по дорозі на редакційну нараду. Ім'я Юкіо походить від японського слова «юкі» (雪), що означає «сніг», відсилання до снігу на горі Фудзі, повз яку проїжджав потяг. У журналі Хасуда писав про Мішіму:
Автор-підліток — дитя, послане небесами вічної японської історії. Він набагато молодший за нас, але вже досить зріло починає свій творчий шлях.— 
Хасуда, якого Мішіма пізніше називав своїм наставником, був палким націоналістом і шанувальником Мотоорі Норінаґи (1730—1801), однієї з ключових фігур руху Кокуґаку в період Едо, який підкреслював важливість японських традицій і лояльності до імператора. Хасуда служив солдатом Імператорської японської армії в Китаї в 1938 році і був поновлений у 1943 році. На прощальній вечірці він попрощався з Мішімою такими словами:
Я довіряю тобі майбутнє Японії, хлопче.— 
Пізніше Мішіма описав ці слова як надзвичайно важливі для нього і його подальшого шляху.
У 1941 році Мішіма написав у щоденнику есе про своє посвячення синтоїзму під назвою «Шлях богів» (惟神之道). Оповідання Мішіми «Сигарета» (煙草), опубліковане в 1946 році, розповідає про знущання, яких він зазнав після того, як сказав своїм однокласникам у клубі з регбі, що переходить до літературного гуртка. Травма, яку він пережив у той час, також вважається натхненням для його оповідання 1954 року «Хлопчик, який писав вірші» (詩を書く少年 詩を書く少年). Інша сюжетна лінія в «Сигареті» досліджує близьку дружбу з хлопчиком, яка розпадається, коли оповідач зізнається йому в коханні. Це оповідання вважається першим з багатьох, в яких 16-річний Мішіма натякає на свою гомосексуальність.
9 вересня 1944 року Мішіма закінчив середню школу Гакушюін як найкращий учень і згодом був обраний президентом учнівської ради. Тодішній імператор Хірохіто був присутній на церемонії і подарував йому срібний наручний годинник. Пізніше Мішіма згадував цей момент як особливо важливий.
27 квітня 1944 року Мішіма мав бути призваний до Імператорської армії Японії для участі у Другій світовій війні. Через слабку статуру та різні хвороби він пройшов медичну комісію з результатом, який ледве відповідав середнім вимогам. У день медогляду, 10 лютого 1945 року, він застудився, що було помилково діагностовано армійським лікарем як туберкульоз. Оскільки його визнали непридатним до військової служби, він був звільнений. Пізніше історики підкреслювали цю подію як важливу для подальшого розвитку Мішіми. Нижчі за середні результати Мішіми на медичному огляді та його остаточне звільнення від служби значно посилили його почуття неповноцінності через слабкий фізичний стан, що, в свою чергу, підживлювало його подальшу одержимість фізичною підготовкою.
За день до свого невдалого вступу на військову службу Мішіма написав прощального листа своїй родині, завершуючи його словами «Хай живе Імператор!» (天皇陛下万歳). Він додав відрізане волосся на пам'ять батькам. Підрозділ, до якого мав приєднатися Мішіма, відправили на Філіппіни і майже знищили. Хоча батьки Мішіми відчули полегшення від того, що він уникнув розгортання, сам він відчував себе двояко. Пізніше мати розповідала, що підслухала, як він висловлював бажання приєднатися до токко, спеціального підрозділу Імператорської армії Японії. Він висловлював заздрість до підрозділів камікадзе.

Кажуть, що радіозвернення імператора Хірохіто, в якому він оголосив про капітуляцію Японії 15 серпня 1945 року, справило особливо сильний особистий вплив на Мішіму. Так він прокоментував обіцянку Хірохіто зберегти японську культуру у своєму щоденнику того ж дня:
Тільки зберігши японську ірраціональність, ми зможемо зробити внесок у світову культуру через 100 років.— 

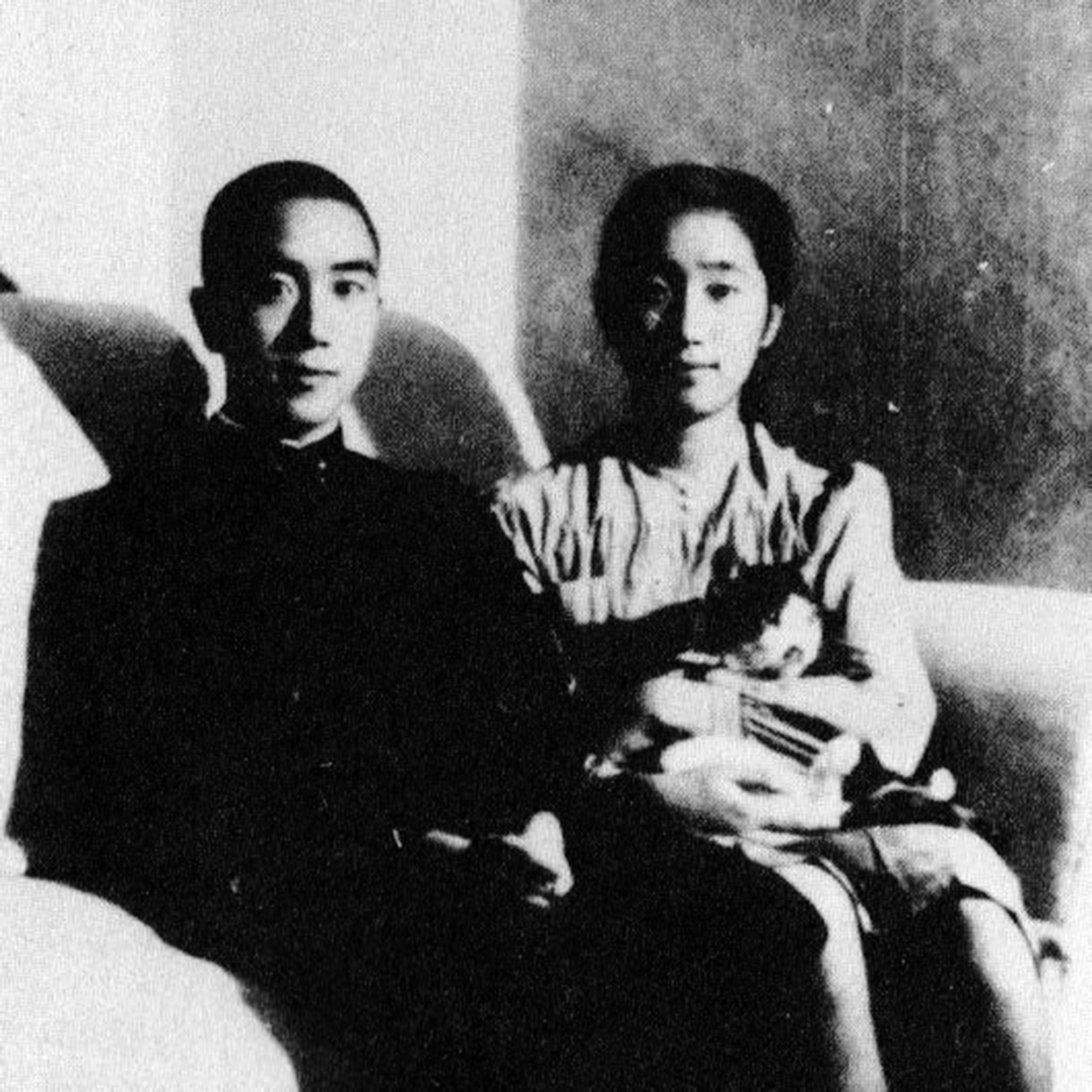
Мішіма з сестрою (1944)

19 серпня, через чотири дні після капітуляції Японії, наставник Мішіми Дзенмей Хасуда вбив офіцера, який зробив критичні зауваження на адресу імператора, а потім застрелився сам. Мішіма дізнався про цей інцидент лише через рік і написав вірш у пам'ять про Хасуду, який прочитав на запізнілій поминальній службі в листопаді 1946 року. 23 жовтня 1945 року молодша сестра Мішіми Міцуко померла від черевного тифу, яким вона заразилася незадовго до цього, випивши забрудненої водопровідної води. У цей же період Мішіма дізнався, що його шкільна подруга Куніко Мітані, з якою він планував одружитися, заручена з іншим чоловіком. Пізніше Мішіма згадував 1945 рік як найвпливовіший у своєму житті через екзастенційну кризу, що виникла через вище перелічені обставини. Куніко Мітані стала одним з його натхненників у створенні головної героїні Соноко в його першому успішному романі «Сповідь маски». Пізніше Мішіма написав кореспонденту:
Якби я не написав про неї (Мітані), мене б не було серед живих.— 
Наприкінці війни батько Мішіми, Азуса, дослухався до благань сина і дозволив йому займатися письменництвом як хобі. Однак, оскільки він все ще бачив свого сина в ролі бюрократа, він відвернув Мішіму від його початкового плану вивчати літературу і переконав його вступити на юридичний факультет Токійського університету. Попри початковий скептицизм, Мішіма дедалі більше захоплювався навчанням. Він особливо згадував лекції з кримінального права, кримінально-процесуального права як сильне натхнення для його власної філософії. Пізніше він письмово висловив свою вдячність батькові за це рішення.
Хоча він присвячував ночі письменництву, а вдень відвідував лекції, Мішіма досяг успіхів у навчанні і закінчив університет з відзнакою 28 листопада 1947 року. Він також склав іспит на державну службу 13 грудня 1947 року, іспит для вищих посадових осіб, і отримав посаду в Міністерстві фінансів. Через подвійні вимоги письменницької кар'єри та бюрократичного життя Мішіма все частіше страждав від виснаження та недосипання. Після інциденту в серпні 1948 року, коли Мішіма спіткнувся на станції Сібуя і вдарився головою об перон, батько дозволив йому звільнитися з посади і повністю присвятити себе письменництву. Його оповідання «Історія на мисі» (岬にての物語), написане у 1945 році, привернуло місцеву увагу наприкінці 1948 року, коли відомий японський поет Іто Шідзуо похвалив його у своїй рецензії.

### Післявоєнний період

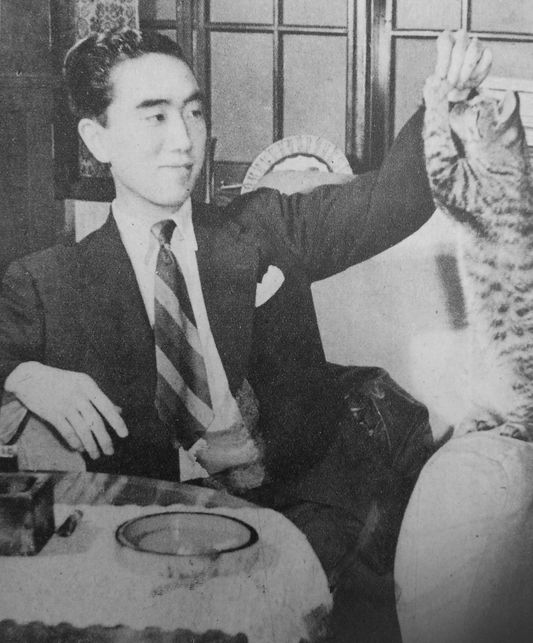
Мішіма (1948) разом зі своїми котами

Після поразки Японії у Другій світовій війні країна була окупована союзниками, насамперед США. За наказом окупаційних військ була проведена люстрація, а ЗМІ були піддані цензурі, що забороняла поширення державної пропаганди або будь-яких форм націоналістичних ідей серед населення. Під час так званої «катанаґарі» було конфісковано до 3 мільйонів традиційних японських цивільних мечів, а традиційне бойове мистецтво кендо було офіційно заборонено. Вистави кабукі були дозволені лише за суворих умов, які забороняли зображення самураїв або теми помсти. Крім того, багато місцевих відомих письменників, деякі з яких були друзями Мішіми, були затавровані як «розпалювачі війни». Всі ці події призвели до значних соціальних потрясінь серед японського населення. Багато авторів, які раніше були патріотично налаштовані, засудили цих так званих «розпалювачів», вступили до Комуністичної партії Японії та продовжили творчість у русі соціалістичного реалізму. Вплив новоприйнятих лівих ідей на японську літературу посилився, що викликало незадоволення Мішіми, який звинувачував новонавернених авторів в «опортунізмі». Хоча на той час Мішімі було лише 20 років, він уже побоювався, що його ніша в японській літературі, заснована на японській романтичній школі 1930-х років, незабаром повністю застаріє.
У той же період Мішіма дізнався від знайомого, що відомий японський письменник Ясунарі Кавабата читав і рекомендував його твори. Не знаючи, до кого ще звернутися за критикою, Мішіма відвідав Кавабату в січні 1946 року в Камакурі з рукописами своїх оповідань «Середньовіччя» та «Сигарета» (煙草). Кавабата знову був вражений, і за його рекомендацією «Сигарета» була опублікована в червні 1946 року в літературному журналі «Нінґен». «Середньовіччя» вийшло трохи пізніше, у грудні 1946 року.
Дія оповідання розгортається в Японії періоду Муроматі і стосується концепції вакашудо (若衆道), еротичних стосунків між вчителем та учнем, які є центральною частиною навчання самураїв. У фільмі досліджується реальний сценарій ранньої смерті дев'ятого сьоґуна Йосіхіси Асікаґи та горе його батька, восьмого сьоґуна Йосімаси Асікаґи, що стало наслідком цього. Головний герой — вигаданий персонаж Кікувака, вродливий юнак, коханий Йосіхісою та Йосімасою, який хоче піти за Йосіхісою на смерть через самогубство, але не може. Після того, як він опинився на межі життя і смерті, Кікувака вдається до духовних практик і намагається полегшити горе Йошімаси за сином, дозволивши його духу продовжити життя в тілі Йошімаси. Зрештою, його план не вдається, і він помирає через романтичне подвійне самогубство (сіндзю) з жрицею храму, яка закохується в нього. Мішіма написав текст у незвичному для того часу стилі, спираючись не лише на середньовічну японську літературу, а й на «Рьодзін хішо», давню збірку середньовічних пісень імайо. Кавабата також високо оцінив цю історію і відчув, що вона надихнула його на зізнання у власних гомосексуальних почуттях до значно молодшого хлопця в есе 1948 року.

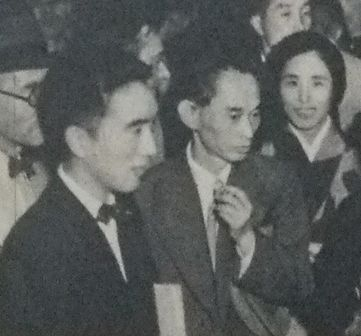
Мішіма 1951 разом з авторами Ясунарі Кавабата та Масугі Сідзуе

Наприкінці 1946 року Мішіма почав працювати над романом «Злодії» — історія розгортається навколо двох аристократів, які захоплюються самогубством. Вперше вона була опублікована 1948 року, офіційно зарахувавши Мішіму до Другого покоління повоєнних поетів. Однак перший великий успіх прийшов до нього наступного року з публікацією другого роману «Сповідь маски», напівавтобіографічної історії про хлопчика, який дізнається про свою гомосексуальність і тримає її в таємниці, щоб відповідати суспільним очікуванням. Роман мав міжнародний успіх і зробив Мішіму відомим у молодому віці 24 років. У відповідь у журналі «Кіндай Бунґак» було опубліковано серію есеїв, адресованих його наставнику Ясунарі Кавабаті як подяка. Смугу успіху Мішіма продовжив наступними романами «Жага кохання» (1950) та «Заборонені кольори» (1951—1953).
Завдяки своїй популярності, що зростала, Мішіма почав часто подорожувати і знайомитися з різними культурами, які він включив у свою творчість з початку 1950-х років. Свої подорожі він задокументував у «Чаші Аполлона». У 1952 році він провів кілька місяців у Греції, країні, яка захоплювала його з дитинства, і ретельно заглибився у грецьку міфологію. Його роман «Шум хвиль» досліджує деякі з його вражень під час подорожі і був значною мірою натхненний пізнім античним романом «Дафніс і Хлоя». Історія відбувається на маленькому консервативному острові КаМішіма, де закохуються рибалка і трохи ексцентрична мисливиця за перлами. Хоча книга стала бестселером і мала успіх у критиків, вона зазнала критики з боку лівих політичних сил за «прославляння вічних, консервативних японських цінностей». Деякі критики навіть назвали Мішіму «фашистом». У своїй біографії, написаній кілька років по тому, Мішіма так висловився про тодішню реакцію:
Стародавня общинна етика, описана в книзі, свого часу була розкритикована прогресистами, але незалежно від того, наскільки сильно змінився японський народ за цей час, глибоко в його серці ці стародавні цінності все ще дрімають. За останні кілька років це стає дедалі очевиднішим.— 
У середині 1950-х років Мішіма почав частіше звертатися до сучасних подій у своїх творах. «Храм Золотого павільйону», опублікований у 1956 році, розповідає про події та внутрішні роздуми ченця, який стає одержимим золотим залом у храмовому комплексі і врешті-решт підпалює його. Роман заснований на реальних подіях: 2 липня 1950 року Золотий павільйон храму Рокуон-дзі в Кіото був знищений підпалом, здійсненим ченцем. Мішіма відвідав злочинця у в'язниці з дослідницькою метою.

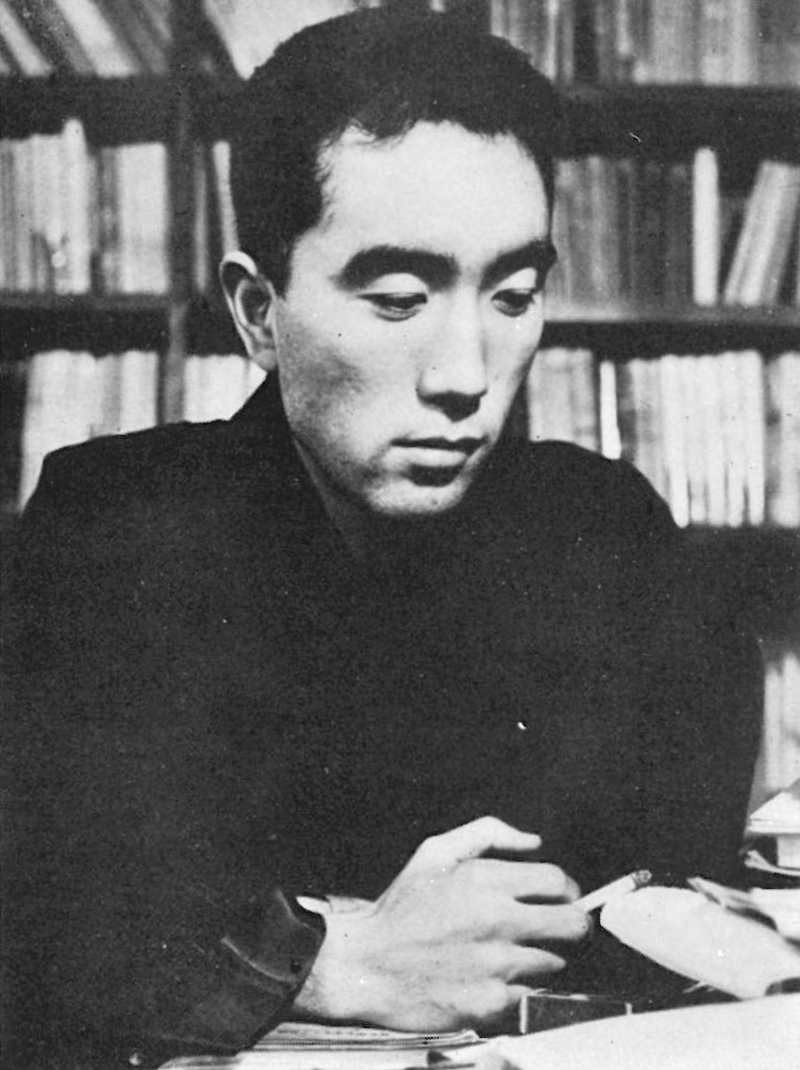
Юкіо Мішіма, січень 1953 року

На початку 1959 року Мішіма опублікував свій художньо амбітний роман «Дім Кьоко». Він складається з чотирьох оповідних ліній, які згодом об'єднуються. В них йдеться про чотирьох молодих осіб, кожен з яких представляє частину особистості Мішіми. Його спортивна сторона постає в образі боксера, мистецька — художника, нарцисично-перформативна — актора, а закрита, нігілістична — бізнесмена. За його словами, Мішіма намагався відобразити період близько 1955 року, коли Японія пережила несподіваний економічний бум. Мішіма описав «Дім Кьоко» як інтроспективний, спрямований на сумніви та виправлення власних цінностей, що в кінцевому підсумку призводить до самореалізації. Незважаючи на комерційний успіх, роман був розкритикований літературними критиками як надто експериментальний та егоцентричний. Він широко розцінювався як перший «невдалий твір» Мішіми, що наклав на автора відповідний психологічний відбиток.
Хоча книги Мішіми вже на початку його кар'єри зачіпали табуйовані теми, вони не сприймалися як політичні до 1960-х років. Влітку 1960 року Мішіма зацікавився великими демонстраціями та студентськими протестами проти суперечливого Договору Анпо (договір про співпрацю зі Сполученими Штатами, який розширював присутність американських військ у Японії та зобов'язував Японію надавати військову підтримку США у випадку війни). Хоча він не брав безпосередньої участі у протестах, йому доводилося спостерігати за поведінкою демонстрантів на вулицях та збирати газетні вирізки, коментуючи події. У червні 1960 року, на піку протестів, Мішіма написав коментар для ліберальної японської газети «Майніті Шімбун» під назвою «Політичний погляд». Головна теза цього критичного есе полягає в тому, що радикальні ліві групи, такі як Дзенґакурен, представники Соціалістичної партії Японії та Комуністичної партії Японії, використовували привід «порятунку японської демократії» для того, щоб таємно переслідувати власні інтереси за допомогою насильницьких акцій протесту. Мішіма попередив про небезпеку, яку становлять для японських громадян ідеологи, що продають їм популістську брехню, замасковану під соціальну справедливість. Критикуючи тодішнього прем'єр-міністра Нобусуке Кісі як «нігіліста, позбавленого цінностей» і «покірного Сполученим Штатам», він заявив, що віддав би перевагу «впертому реалісту, який не має ні бажань, ні безнадії», а не «оманливому, але красномовному ідеологу».
Невдовзі після завершення масштабних демонстрацій Мішіма написав своє найвідоміше оповідання «Патріотизм». У ньому змальовується і прославляються дії молодого офіцера-націоналіста, який накладає на себе руки після невдалого інциденту 26 лютого в Японії 1936 року. 1966 року оповідання було екранізоване у фільмі з тією ж назвою. Наступного року відбулася прем'єра його п'єси «Обряд десяти днів», яка є ще однією даниною пам'яті Інциденту 26 лютого.

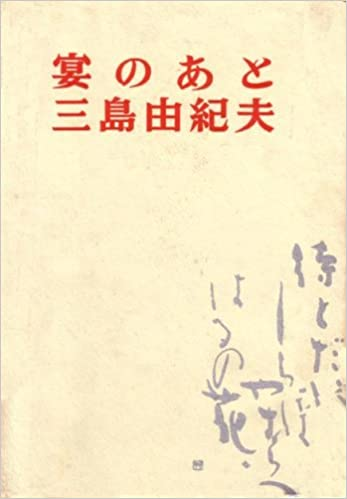
Обкладинка японського першого видання «Після бенкету» (1960)

Новознайдений інтерес Мішіми до сучасної політики також став основою для його успішного роману «Після бенкету», опублікованого в 1960 році. У ньому йдеться про роман між політиком-реформатором і власницею нічного клубу в Гінзі і є багато паралелей з подружньою зрадою японської дипломатки Аріти Хачіро. Останній подав до суду на Мішіму за порушення його права на приватність і після трьох років судової тяганини отримав 800 000 ієн компенсації. 12 червня — 4 вересня 1961 року Мішіма написав «Гру звіра», пародію на класичну п'єсу Но «Мотомедзука». У жовтні 1962 року він опублікував «Чарівну зірку», ймовірно, найхимерніший свій твір, який спирається на кілька жанрів, передусім наукову фантастику. Відомий японський літературний критик Такео Окуно назвав цей роман прикладом нової «ери романів», яка переверне «давно застарілі літературні стандарти». У своєму річному списку він згадав роман разом із трилером Кобо Абе «Жінка в дюнах» як продукт «новаторського мистецтва»:
«Чарівна зірка» - неперевершений епічний твір мистецтва, який звільнився від усіх літературних табу та натуралізованих понять і таким чином показує, якою має бути література: А саме - засобом дослідження особистої творчості автора.— 
У 1965 році Мішіма написав п'єсу «Мадам де Сад», в якій історична постать Маркіза де Сада аналізується і пояснюється через дебати між шістьма жіночими персонажами, включаючи титулярну мадам де Сад. Наприкінці п'єси Мішіма представляє власну інтерпретацію того, що він вважає найбільшою загадкою в історії: чому мадам де Сад невтомно підтримувала свого чоловіка під час його перебування у в'язниці, а після звільнення зреклася його. На створення п'єси Мішіму частково надихнув його близький друг Тацухіко Шібусава. Шибусава переклав роман Маркіза де Сада "Джульєттая понською мовою в 1960 році і написав біографію про нього в 1964 році. Сексуально відвертий переклад Шибусави став предметом широко розголошеної судової справи, відомої як «Справа Сада» (Sado saiban) в 1969 році, в результаті якої Верховний суд Японії виніс рішення проти Шибусави, наклавши на нього штраф у розмірі 70 000 ієн за публічну непристойність. Мішіма був присутнім на деяких судових засіданнях і включив ці події в п'єсу. Театральний журнал «Театральне мистецтво» назвав «Мадам де Сад» «найкращою драмою в історії післявоєнного театру» у 1994 році.

Його останньою завершеною роботою став чотирисерійний роман «Море родючості», який слугує відповіддю Мішіми на зростаючий вплив західних цінностей на японську культуру. У ньому досліджуються такі центральні теми, як концепція реінкарнації, пантеїзм і взаємозв'язок між молодістю, красою, розумом і знанням. Філософія, що виникла в результаті, пізніше отримала назву «космічний нігілізм» і лягла в основу світогляду Мішіми та його паралельної політичної активності. Останній том тетралогії, «Занепад ангела», був опублікований посмертно в 1971 році після того, як рукопис був знайдений в його квартирі. Мішіма обрав для свого magnum opus інший сенс існування, ніж у традиційних західних романних серіях 19-20 століть. Замість того, щоб розповідати історію окремої людини або сім'ї, серія мала стати його інтерпретацією всієї людської цивілізації. Письменник Поль Теру описав її як «найповніше зображення Японії у 20-му столітті». Критик Чарльз Соломон погодився з ним у 1990 році:
Чотири книги складають один з найвидатніших літературних творів 20-го століття і є чудовим підсумком життя і творчості самого автора.— 
Мішіма був номінований на Нобелівську премію з літератури чотири рази, у 1963, 1964, 1965 та 1968 роках, але, незважаючи на те, що чотири рази був фаворитом, він не отримав премію. Сам Мішіма не висловлював здивування з цього приводу і посилався на свого наставника Кавабату Ясунарі, який отримав премію як японський автор. Тому він вважав свої шанси на майбутнє низькими. Причини скасування премії, попри те, що Мішіма щоразу вважався фаворитом літературних журналів і незалежних рейтингів, тривалий час залишалися предметом дискусій. Рональд Кін, літературний критик і член комітету в Стокгольмі, пізніше розповів, що журі не хотіло нагороджувати «правого активіста» в розпал холодної війни. Більше того, Мішіма, за наполяганням свого давнього наставника Ясунарі Кавабати, попросив у 1968 році, щоб комітет нагородив Кавабату, а не його самого. Ні Мішіма, ні Кавабата не прокоментували ці звинувачення.

### Акторська та модельна кар'єра
У 1960-х роках Мішіма знявся у низці сенсаційних фільмів про самураїв та якудзу. У 1960 році він зіграв головну роль у гангстерському фільмі Масумури Ясузо «Боязнь смерті». Він мав додаткові ролі у фільмах «Патріотизм» (1966), «Чорна ящірка» (1968, режисер Кіндзі Фукасаку) та «Хітокірі» (1969, режисер Хідео Ґоша). Мішіма сам написав і заспівав пісню до фільму «Боятися смерті».
Мішіма позував для фотокниг, що містили його гомоеротичні напівоголені зображення. Серед іншого, він був моделлю для книги «Бара-кей» фотографа Ейко Хосое та серії книг «Молоді самураї: бодібілдери Японії» фотографа Тамоцу Ято, який відомий насамперед своїми гомоеротичними чорно-білими фотографіями. Американський кінокритик Дональд Річі задокументував створення одного з найвідоміших портретів Мішіми: він позував, одягнений лише в набедренну пов'язку, з мечем на снігу.
У чоловічому журналі «Heibon Punch» Мішіма посів перше місце в категорії «Містер Денді» (денді — термін, що позначає модного та вишуканого чоловіка), отримавши 19 590 голосів читачів у 1967 році. Актор Тосіро Міфуне посів друге місце з 18 870 голосами. У категорії популярності «Містер Інтернаціонал» він посів друге місце після президента Франції Шарля де Голля. Наприкінці 1960-х років Мішіма став першою особистістю, яку японські ЗМІ назвали «суперзіркою» (sūpāsutā).

### Політичний активізм

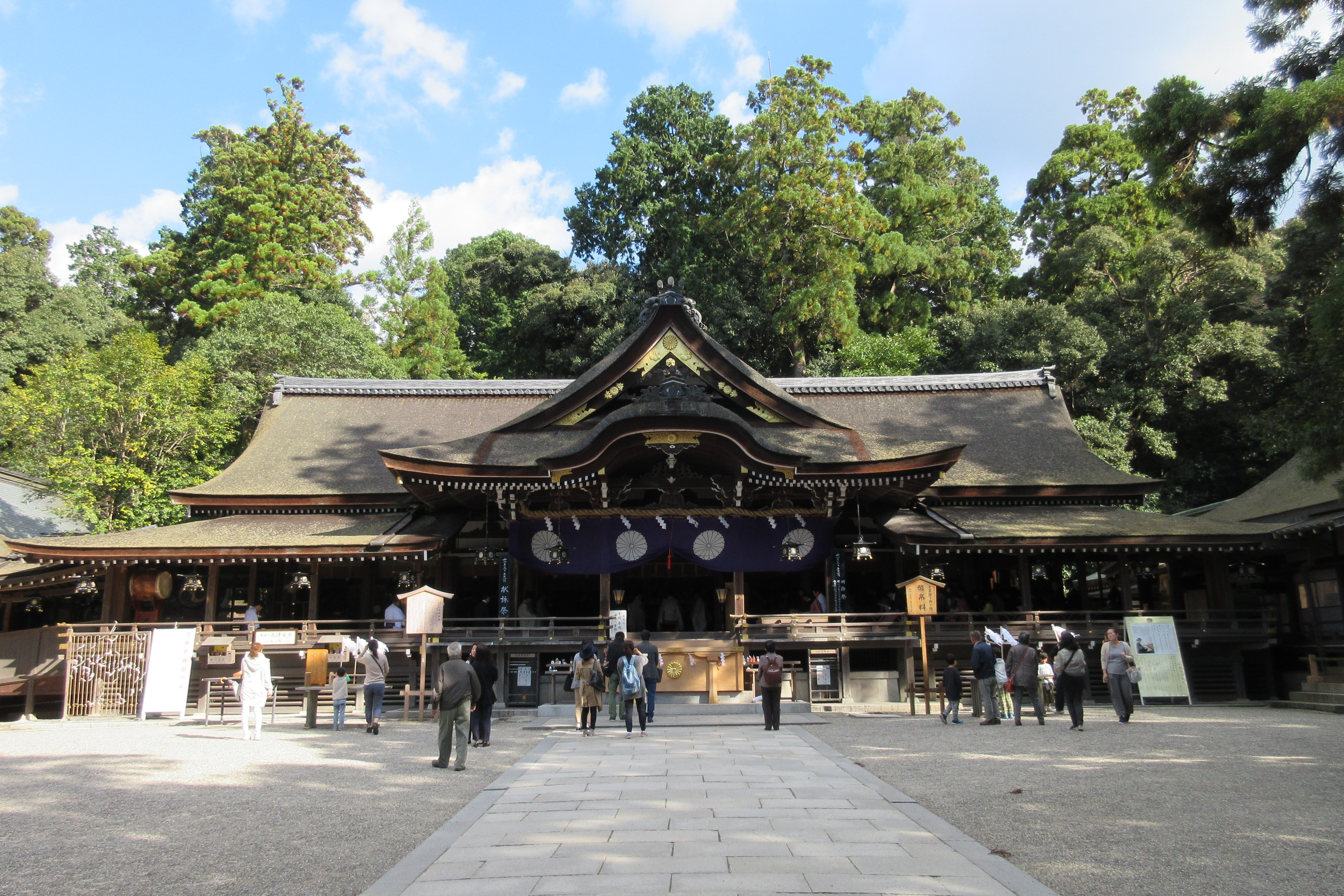
Храм Міва в Сакураї

На тлі лівих студентських заворушень у Токіо після 1960 року Мішіма все частіше звертається до націоналістичних ідей. У 1966 році він опублікував своє оповідання «Голоси героїчних загиблих» (英霊の聲 英霊の聲), в якому розкритикував новорічне звернення імператора Хірохіто 1946 року, коли імператор відрікся від своєї божественності, а отже, і від святості всіх тенно. Мішіма стверджував, що загиблі солдати під час інциденту 26 лютого 1936 року і солдати японського спецназу загинули за свого «живого бога в образі імператора». Відмовившись від своєї божественності, він дав зрозуміти жертвам та їхнім сім'ям, що їхня смерть була марною.
У серпні 1966 року Мішіма відвідав храм Міміва в Сакураї, одну з найстаріших синтоїстських святинь Японії. Сакурай був не лише рідним містом його померлого наставника Дзенмея Хасуди, але й ключовим місцем повстання Сацума, повстання самураїв проти уряду Мейдзі у 1876 році. Ця подорож стала натхненням для «Коней-утікачів», другої частини його тетралогії «Море родючості». Під час зупинки в Кумамото він придбав традиційний японський меч за еквівалент 100 000 єн (близько 800 євро). Мішіма зміцнив свою ідею використати реальні події Інциденту 15 травня як тло для роману, а головний герой першої частини, «Весняний сніг», Кійоакі, перевтілився в націоналістичного активіста на ім'я Ісао.
У лютому 1967 року Мішіма, разом з Ясунарі Кавабата, Кобо Абе та Дзюном Ісікавою, був одним з перших, хто підписав заяву, в якій висловив протест проти китайської культурної революції, оскільки вона придушувала академічні та мистецькі свободи. Однак більшість японських журналів відмовилися її публікувати, тож повний текст отримав дозвіл на публікацію лише невеликий місцевий журнал.
У вересні 1967 року Мішіма та його дружина отримали запрошення від індійського уряду. Там він зустрівся, зокрема, з прем'єр-міністром Індірою Ганді та президентом Закіром Хусейном. Пізніше Мішіма висловив своє захоплення індійською культурою та рішучістю індійського народу чинити опір вестернізації та зберігати власні традиції. Він вважав, що в японців розвинулася одержимість модернізацією та матеріалізмом, яка заважає їм захищати власні цінності та традиції.

Під час зупинки в Нью-Делі Мішіма зустрівся з полковником індійської армії, який розповів йому про свій досвід спілкування з китайськими військами на китайсько-індійському кордоні і попередив його про їхній неймовірний бойовий дух. Мішіма висловив побоювання щодо безпосередньої загрози, яку він бачив з боку комуністичного Китаю, і закликав Японію озброїтися ядерною зброєю в цьому контексті. Наприкінці свого життя Мішіма відчував дедалі більшу неприязнь до Китаю та його патерналістської політики. Ще в 1959 році він коментував конфлікт у Тибеті:
Фуунджі (風雲児), який приєднується до тибетських повстанців проти Китаю, досі не прибув з Японії. Здається, що японці втратили свій бойовий дух допомагати слабшим. Це може бути пов'язано з самозакоханою думкою, що Японія є найслабшою країною в усьому світі. Думки, які японці носять у своїх головах з часів поразки.— 
На зворотному шляху з Індії Мішіма зупинявся в Таїланді та Лаосі, і досвід, отриманий від цих трьох країн, пізніше ліг в основу його роману «Храм світанку» (豊饒の海#第三巻・暁の寺 暁の寺), третя частина його тетралогії «Море родючості» (豊饒の海 豊饒の海).
У 1968 році Мішіма написав гумористичну п'єсу «Мій друг Гітлер» (わが友ヒットラー), в якій історичні постаті, такі як Адольф Гітлер, Густав Крупп, Грегор Штрассер та Ернст Рем, дискутують про фашизм та красу. П'єса була задумана як чоловічий контрапункт до «Мадам де Сад», в якій повністю жіночий акторський склад бере участь у подібних дебатах. П'єса викликала суперечки та широкий аналіз у той час. Сам Мішіма розглядав її як алегорію стосунків між Кубо Тосімічі та Сайґо Такаморі, двома героїчними постатями періоду Мейдзі, які спочатку були партнерами, але згодом посварилися.
Того ж року він опублікував свій роман «Продати своє життя» (яп. 命売ります 命売ります), гумористичну історію про чоловіка, який після невдалої спроби самогубства пропонує своє життя на продаж. Британський автор Ян Томсон пізніше назвав книгу «прекрасним святом», але також зазначив, що за «суворими діалогами» криється «знайоме неприйняття Японії, орієнтованої на споживача, і ностальгічна туга за традиційним минулим».

Наприкінці свого життя Мішіма підтримував дуже унікальну форму націоналізму, через яку його ненавиділи як ліві, так і традиційні націоналісти. Перші особливо зневажали його відкриту підтримку бусідо (самурайського кодексу честі), його активну політичну підтримку скасування статті 9 Конституції Японії та його есе «На захист культури» (文化防衛論 文化防衛論) 1968 року, в якому Мішіма стверджував, що Тенно (Імператор) є джерелом японської культури і що захист Імператора — це також захист власної культури. Він також стверджував, що, на його думку, повоєнна епоха Японії, в якій не народилася поетична культура чи великі митці, була епохою «поверхневого багатства». Серед останньої групи він став непопулярним головним чином через свою критику правого колективізму (який, на його думку, заважав індивідуумам вийти за межі себе), скептицизм щодо ролі імператора як політичної центральної влади, а також через засудження релігії, яку, на його думку, сліпою вірою сприймали як праві, так і ліві політичні сили, що сповідують цінності соціальної справедливості. Під час дискусії в Токійському університеті 13 травня 1969 року він також висловив думку, що на відміну від своїх лівих колег, політичним правим бракує пристрасті та напористості, що робить їх непридатними для керівництва країною. Те ж саме стосувалося і їхньої неготовності до насильства навіть у кризові часи.
Мені підтвердили (під час дискусії), що ми (Мішіма і ліві студентські групи) маємо багато спільного: сувору ідеологію і слабкість до насильства. Ми обидва представляємо новий вид у сучасній Японії, який, здається, вимер серед традиційних націоналістів. [...] Те, що я і студенти відстоюємо, майже ідентичне, ми обидва граємо одними й тими ж картами.— 
В інших критичних есе Мішіма виклав свою тезу про те, що почуття японської нації є ключем до успішної національної оборони, яка буде більш необхідною, ніж будь-коли, з огляду на «непрямі агресії» Комуністичної партії Китаю, Північної Кореї та Радянського Союзу. Він описав складну політичну павутину в есе 1969 року:
Погодитися на договір Ампо означає погодитися з США, тоді як відкинути договір означає погодитися з Радянським Союзом і Комуністичною партією Китаю. Відповідно, єдине питання, яке зараз стоїть перед нами, - від якої країни ми воліємо залежати; питання «Що таке Японія?» відходить на другий план. Якби ви запитали японця: «Ви голосуєте за США, Радянський Союз чи комуністичний Китай?»— 
На звинувачення в тому, що «ліве поглинання» малоймовірне лише тому, що на Окінаві Хонто проходили масові протести проти будівництва американської військової бази, Мішіма відповів відмовою:
Безумовно, були націоналісти і праві в традиційному розумінні, але справа в тому, що зараз в Японії більшість - ліві або комуністи.— 

Прапор Наземних сил самооборони Японії

### Підготовка до спроби державного перевороту
З 12 квітня по 27 травня 1967 року Мішіма брав участь у тренуваннях Наземних сил самооборони. Спочатку його навчання було заплановано на шість місяців, але його скоротили до 46 днів через побоювання можливого громадського резонансу. Його участь трималася в таємниці, частково для того, щоб не склалося враження, що Мішіма був «привілейованим» урядом, а частково тому, що Мішіма хотів пройти «справжню» підготовку. З цих причин Мішіма брав участь у програмі під своїм ім'ям Кімітаке Хіраока, хоча деякі його товариші все одно впізнавали його як Кімітаке Хіраока.
З червня 1967 року Мішіма став представником ідеї створення японської національної гвардії (Sokoku Bōeitai) чисельністю близько 10 000 осіб як цивільного аналога державних Сил наземної самооборони. Він відвідав різні університети в районі Токіо, щоб набрати студентів для проходження базової підготовки в Сухопутних силах самооборони, сподіваючись підготувати близько 100 чоловіків в якості офіцерів для своєї Національної гвардії.
Як і багато інтелектуалів його часу, Мішіма був особливо стурбований зростанням заворушень з боку лівих студентських груп. 26 лютого 1968 року, на 32-гу річницю Інциденту 26 лютого 1936 року, різні неоправі письменники, серед яких був і Мішіма, зібралися в офісі новоствореного журналу «Controversy Journal». У ритуальному акті учасники прокололи голкою мізинці і підписали кров'ю клятву зупинити ліву революцію за будь-яких обставин, навіть якщо це означало б смерть. Мішіма вперше за довгий час використав своє ім'я при народженні, Кімітаке Хіраока, для підпису.
Коли Мішіма помітив скептичне ставлення громадськості до його ідеї створення цивільної Національної гвардії, він вирішив подати приклад. 5 жовтня 1968 року він сформував ополчення під назвою «Татенокай» (в перекладі — «Товариство щита»), до якого увійшли переважно представники правих студентських кіл. Татенокай присвятив себе боротьбі з комунізмом і захисту традиційних японських цінностей та імператора. Базова підготовка «Татенокай» включала насамперед класичні тренування на силу і витривалість, в тому числі японське фехтування на мечах і біг на довгі дистанції. Сам Мішіма був головним інструктором. Початкове членство у 50 чоловіків, переважно випускників Університету Васеда, згодом збільшилося до близько 100 членів.

### Спроба перевороту і ритуальне самогубство

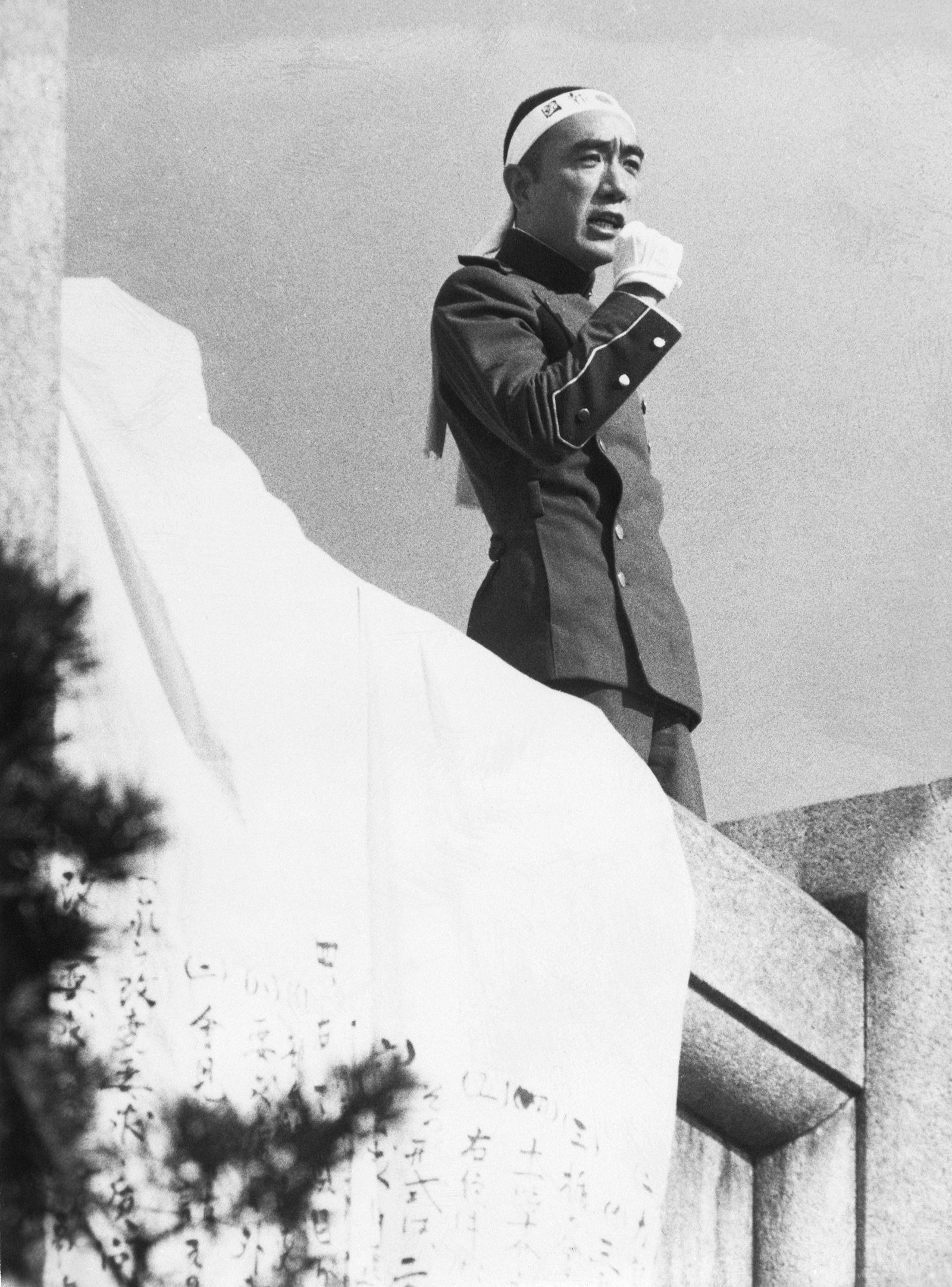
Мішіма під час виступу під час спроби державного перевороту

25 листопада 1970 року Мішіма під приводом зустрічі з черговим командиром відвідав штаб-квартиру Сил самооборони Японії, де зараз знаходиться Міністерство оборони Японії. У супроводі чотирьох членів Татенокай — Масакацу Моріта, Масахіро Огава, Масайоші Кога і Хіроясу Кога — забарикадували двері, прив'язали чергового командира, Канетоші Масіта, до стільця і взяли його в заручники. Мішіма носив пов'язку Хатімакі в кольорах японського прапора висхідного сонця з написом ієрогліфами кандзі «Сім разів народитися і служити країні» (七生報國). Напис є відсиланням до останніх слів Кусонокі Масасуе, молодшого брата самурая Кусунокі Масасіге, які загинули в 14 столітті, намагаючись врятувати імператора.

Із заздалегідь підготовленим маніфестом і прапором Мішіма вийшов на балкон будівлі і виголосив промову, в якій закликав японську армію зайняти парламент і відновити імператора як політичну владу. Він висміяв військових за їхню байдужість до конституції, яка «заперечує їхнє власне існування», і звинуватив їх у втраті «самурайського духу». Однак його заклик не мав жодного ефекту через відсутність зацікавленості у солдатів. Мішіма передчасно закінчив свою промову, вигукнувши «Хай живе Імператор!». (天皇陛下万歳), через насмішки солдатів та шум гелікоптера, який зробив промову ледь чутною. Моріта і Огава кинули в натовп папірці формату А4, надруковані з «останнім зверненням» Мішіми, перш ніж відступити назад у будівлю. Кидання папірців із закликом було задумано як крайній засіб, якщо промова не матиме резонансу. Звернення підсумовувало промову Мішіми приблизно 900 словами.
Зрозуміло, що США не були б раді бачити справжню японську добровольчу армію (посилання на російську добровольчу армію).— 
В офісі Мішіма вибачився перед Машітою і відпустив його:
Ми мусили це зробити, щоб вивести війська на правильний шлях до їхнього імператора. У мене не було іншого вибору.— 
Одразу після цього Мішіма вчинив сеппуку — ритуальний вид самогубства. Моріта був призначений кайшакуніном Мішіми (другий учасник сеппуку, який у момент розрізання живота обезголовлює жертву самогубства, щоб врятувати її від подальшого болю). Моріта, однак, мав труднощі з правильним виконанням завдання, тому після трьох невдалих спроб відрубати голову Мішімі, Кога був змушений перебрати на себе цю функцію.

### Наслідки невдалого перевороту
За свідченнями учасників перевороту, що залишилися в живих, спочатку всі четверо членів «Татенокай», включно з Мішімою, повинні були здійснити сеппуку (ритуальне самогубство). Однак в останній момент Мішіма відрадив їх від цього, і лише Моріта наполіг на тому, щоб померти разом зі своїм «паном». Знаючи, що Моріта мав дівчину і хотів створити сім'ю, Мішіма ще раз спробував відмовити його від цього наміру. Після смерті Мішіми, Моріта зрештою вирішив продовжити своє власне сеппуку.
Мішіма планував своє самогубство протягом кількох років і визначив дату за рік до нього. Це викликає сумніви щодо його віри в перспективи відновлення імператорської системи. Американський біограф Джон Натан припустив, що переворот був лише приводом для ритуального самогубства, якого Мішіма давно бажав. Однак цій думці заперечив Генрі Скотт-Стокса, інший біограф і близький соратник Мішіми. Він стверджував, що місце вбивства — серце військових сил у Токіо — робить цей акт явно політично вмотивованим.

Скотт-Стокса підкріпив свою теорію зустріччю з Мішімою 3 вересня 1970 року, під час якої Мішіма нібито сказав:
Японія втратила свої духовні традиції, і її поглинув суцільний матеріалізм. Японія проклята зеленою змією. Зелена змія кусає глибоко в груди. Від цього прокляття неможливо втекти.— 
Спекуляції про те, що означала зелена змія, ні до чого не привели. Сам Скотт-Стокса бачив у ній символ долара США. Кажуть, що Мішіма розповів батькові на зустрічі про передбачуване майбутнє Японії:
Японії буде завдано сильного удару. Одного дня Сполучені Штати раптово зв'яжуться з Китаєм без відома Японії. Наш друг Тайвань скаже: «На Японію більше не можна покладатися» і шукатиме іншого друга. Японія може стати сиротою Сходу.— 
Тіло Мішіми привезли до будинку його батьків на наступний день після смерті. Його тіло було ретельно зашите, а обличчя ледь помітно загримоване. Він був одягнений у форму Татенокай і, згідно з його останнім бажанням, його меч гунто був покладений йому на груди. Батько Мішіми, Азуса, був шокований зовнішнім виглядом сина і пізніше стверджував, що грим зробив його «живим». Співробітники поліції пояснили дивний зовнішній вигляд наступним чином: «Ми накладали грим ретельно і довго, а одягнули його тому, що це тіло доктора Мішіми, людини, яку ми завжди поважали».
Мішіма залишив свої рукописи та перо своїй родині. Він також залишив гроші вцілілим учасникам перевороту для їхнього юридичного захисту. Він домовився з японською мережею магазинів іграшок, щоб вони щороку дарували його дітям різдвяні подарунки. Він також заздалегідь заплатив значну суму за дитячі журнали, щоб вони щомісяця доставлялися його дітям.

Судовий процес у цій справі транслювався на всю країну. Всупереч занепокоєнню батьків Мішіми, ЗМІ сприйняли його не стільки як «напад правих», скільки як «захист від реактивації мілітаризму». Двох членів Татенокай, Кога і Огава, було засуджено до тюремного ув'язнення, але вони отримали значну підтримку більшості японського населення. Вирок у чотири роки був напрочуд м'яким. Навіть заручник, командир Масіта, висловив слова заспокоєння на адресу підсудних.
Я не відчував ненависті до обвинувачених. Мої думки були з Японією, зі збройними силами. Я погодився віддати своє життя як людина за чисті серця нашого народу.— 

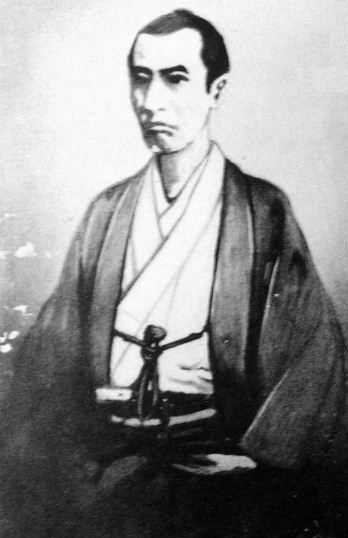
Йошида Сьоін, революціонер і приклад для наслідування для Мішіми

День «інциденту Мішіми» (25 листопада) був днем, коли Хірохіто став імператором. Вік Мішіми — 45 років — також не був випадковим збігом, оскільки самому Хірохіто було 45 років, коли він у новорічній промові зрікся своєї святості. Історики та богослови інтерпретували цей інцидент так, що Мішіма хотів відродити «Бога» в імператорі, померши як цап-відбувайло у тому ж віці, коли імператор став «людиною». Його батько припустив, що Мішіма приурочив свою смерть до страти свого кумира Йосіда Сьоінса. Захоплення Мішіми концепцією реінкарнацій також стало темою для розмов, особливо після того, як 25 листопада розпочалася робота над його романом «Сповідь маски», і в прес-релізі він описав книгу як свою «техніку відродження»:
Книга - це бажання повернутися в царство мертвих, туди, де я жив. Якщо ми візьмемо сцену з фільму, в якій людина стрибає зі скелі, і прокрутимо її задом наперед, то побачимо, як вона з шаленою швидкістю стрибає з землі назад на схил скелі і відроджується. Це те, що робить ця книга..— 
Автор Такаші Іноуе, який популяризував цю теорію, сприйняв рекламу як духовний ритуал Мішіми. Останній використав «Сповідь маски» для увічнення своєї «післявоєнної особистості». Помираючи в той самий день, коли почалася робота над книгою, він залишав цю «особистість» у теперішньому світі і повертався до «царства мертвих» новою людиною.

## Особисте життя

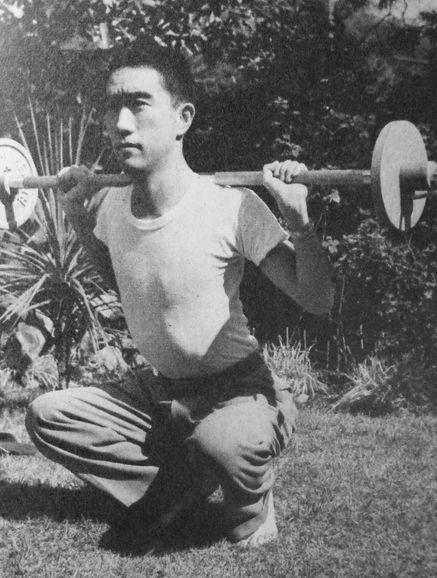
Мішіма у своєму саду в листопаді 1955 року

Через свою тендітну статуру Мішіма ще в юному віці розвинув комплекси стосовно власного тіла, тому в 1955 році почав займатися силовими тренуваннями та захопився бодибілдингом. Він старанно дотримувався тритижневої програми тренувань протягом п'ятнадцяти років, аж до своєї смерті у 1970 році. У своєму есе «Сонце і сталь», опублікованому в 1968 році, він більш детально дослідив свою мотивацію до силових тренувань і розкритикував звичку інтелектуалів ставити на перше місце розум, зовсім нехтуючи мистецтвом і цінністю тіла. На додаток до регулярних силових тренувань, пізніше він включив до свого репертуару кендо (5-й дан), батто-дзюцу (2-й дан) і карате (1-й дан). У 1956 році він також зробив коротку спробу зайнятися боксом.
Того ж року Мішіма зацікавився НЛО і згодом приєднався до Японської асоціації дослідження летючих тарілок.
У 1954 році Мішіма закохався в модель Садако Тойода, і, згідно з його біографією, навіть розглядав можливість зробити їй пропозицію. Однак у 1956 році вони розлучилися. Після нетривалих заручин з Мітіко Сьода, яка згодом стала дружиною імператора Акіхіто, 11 червня 1958 року Мішіма одружився з Йоко Суґіямою. Йоко Суґіяма була дочкою відомого японського художника Суґіями Ясусі, і у них народилося двоє дітей: дочка Норіко (1959 р.н.) та син Ічіро (1962 р.н.).
Мішіма натякав на ознаки гомосексуальності у своїх ранніх романах і відвідував гей-бари під час роботи над «Забороненими кольорами». Неоднозначність сексуальної орієнтації Мішіми стала причиною постійного конфлікту між ним і його дружиною, яка заперечувала його гомосексуальність аж до смерті. У 1998 році японський письменник Дзіро Фукусіма опублікував звіт, в якому описав сексуальний зв'язок, який, як він стверджував, був у нього з Мішімою в 1951 році. Звіт містив п'ятнадцять приватних листів, які Фукусіма нібито отримав від відомого автора протягом цього часу. Діти Мішіми успішно подали до суду на Фукусіму і видавництво Bungeishunjū за порушення авторських прав через несанкціоноване використання листів їх батька.

У лютому 1961 року Мішіма ненавмисно виявився втягнутим у наслідки праворадикального інциденту в Сіманаці. Музикант Шічіро Фукадзава опублікував сатиричне оповідання під назвою «Казка сну» в журналі Chūōkōron у 1960 році. В оповіданні описувався сон, в якому японському імператору та його дружині відрубали голову на гільйотині. Це викликало обурення серед правих екстремістських груп в Японії, які надсилали смертельні погрози Фукадзаві та пов'язаним з ним авторам. Скандал досяг трагічної кульмінації 1 лютого 1961 року, коли 17-річний правий екстреміст Кадзутака Коморі увірвався до будинку Ходзі Сіманаки (головного редактора журналу «Chūōkōron»), вбив економку сім'ї та серйозно поранив його дружину. Фукадзава та кілька інших авторів і критиків, включно з Мішімою, перебували під домашньою вартою протягом кількох місяців. Виявилося непорозумінням, що Мішіма був пов'язаний з Фукадзавою. Ширилася дезінформація, що він особисто рекомендував «Казку мрій», щоб збільшити її популярність. Хоча Мішіма неодноразово заперечував ці звинувачення, погрози смерті не припинялися. Після того, як конфлікт за кілька місяців охолов, Мішіма назвав Коморі «боягузом».
Той, хто нападає на жінок і дітей - не патріот і не традиційний правий, а боягуз. Вбивство має бути прямим протистоянням з жертвою, з ризиком втратити власне життя. Традиційний патріот після такого вчинку наклав би на себе руки.— 
У 1963 році Мішіма почав віддаватися театру і заснував драматичну групу «Бунґакудза». Цього ж року була написана його перша п'єса «Арфа радості». Однак відома акторка Сугімура Харуко та інші артисти, що належали до Комуністичної партії, в останню хвилину відмовилися брати участь у виставі через те, що головний герой висловлював антикомуністичні погляди. Мішіма покинув «Бунґакузу» і разом з іншими перебіжчиками створив нову групу під назвою «Неолітературний театр». Ускладнення, пов'язані з проєктом, зокрема з місцевою пресою, пізніше стали відомі як інцидент з «Арфою радості». Неолітературний театр також розпався у 1968 році, і Мішіма створив третю театральну групу під назвою «Римський театр». Єдиним учасником з Бунґакудзи, окрім Мішіми, залишився Нобуо Накамура.

Під час літніх Олімпійських ігор 1964 року в Токіо Мішіма працював репортером і брав інтерв'ю у різних спортсменів. Мішіма чекав на цю подію ще з часів Літніх Олімпійських ігор 1940 року, які спочатку мали відбутися в Токіо, але були скасовані через війну Японії з Китаєм. У своєму репортажі про церемонію відкриття він описав своє хвилювання:
Ми можемо стверджувати: Принаймні відтоді, як Лафкадіо Херн назвав нас, японців, «греками Сходу», Олімпійським іграм судилося колись відбутися в Японії.— 
Мішіма мав давню ворожнечу з Рьокіті Мінобе, комуністом, а з 1967 року — губернатором Токіо. Впливові діячі Ліберально-демократичної партії Японії, зокрема майбутній прем'єр-міністр Такео Фукуда, міністр фінансів Кіічі Айті та тодішній прем'єр-міністр Ейсаку Сато, були шанувальниками творчості Мішіми і заохочували його балотуватися проти Мінобе на виборах губернатора Токіо. Але, оскільки Мішіма не мав наміру йти в політику, він відмовився від цієї пропозиції.
Мішіма захоплювався манґа та ґекіґа, зокрема роботами самурайського художника манґа Хіроші Хірати, абсурдними комедіями Фуджіо Акацуки та творчістю Шіґеру Мізукі. Він мав передплату на щотижневу манґу «Ashita no Joe» в журналі Shonen Magazine. Одного разу, коли він пропустив новий номер журналу через зйомки «Чорної ящірки», він, за чутками, з'явився в редакції журналу близько опівночі і сказав: «Я вимагаю, щоб ви продали мені сьогоднішній номер». Мішіма також був фанатом фільмів про кайдзю (гігантських монстрів), особливо «Ультрамена» та «Годзіллу».

Протягом усього життя Мішіма захоплювався науковою фантастикою і зауважував, що «наукова фантастика стане першою формою літератури, яка перевершить сучасний гуманізм». Він особливо захоплювався «Кінцем дитинства» Артура Кларка.
Попри те, що у мене були невимовно неприємні відчуття і думки, коли я закінчив книгу, я без вагань називаю її шедевром.— 
Починаючи з 1964 року, Мішіма з дружиною та дітьми щороку проводили свої канікули в Шимоді на півострові Ідзу. Там він регулярно зустрічався зі своїми американськими друзями, зокрема зі своїм майбутнім біографом Генрі Скоттом-Стоксом. Мішіма ніколи не мав ворожості до американців, але, здається, він різко відреагував, коли Скотт-Стокс розповів йому про своє перебування в Курофоні (в перекладі — «Чорні кораблі»). Традиційно «чорними кораблями» називали кораблі під командуванням комодора Метью Калбрейта Перрі, які були направлені до Японії з метою нав'язати, за сучасними міжнародними правовими стандартами, незбалансовані міжнародні торговельні відносини наприкінці періоду Едо.
Хоча Мішіма скептично ставився до їхнього матеріалізму, він дружив з післявоєнним американським населенням, яке він описував як «надзвичайно ввічливе». Свій медовий місяць він провів у щойно відкритому курорті Діснейленд в Анагаймі, Каліфорнія. Спочатку Мішіма планував провести Новий 1970 рік із сім'єю на курорті Діснейленд, щоб пережити спогади про медовий місяць разом із дітьми. Однак це бажання так і не здійснилося, оскільки його дружина наполягла на тому, щоб полетіти до Сполучених Штатів лише після завершення тетралогії «Море родючості».
Наприкінці свого життя Мішіма підтримував дуже унікальну форму націоналізму, через яку його зневажали як ліві, так і традиційні націоналісти. Перші, зокрема, через його вірність Бусідо, самурайському кодексу честі, а другі — через його працю Bunka Bōeiron (укр. На захист культури), в якій він звинуватив тодішнього імператора Японії Хірохіто в тому, що той не взяв на себе відповідальність за загиблих японських солдатів у Другій світовій війні.
Його могила знаходиться на кладовищі Тама у Фуку, Токіо.

## Родина
|  |                  |  |  |  |  |  |  |  |  |  |  |  |  |
|  | Такічі Хіраока   |  |  |  |  |  |  |  |  |  |  |  |  |
|  |                  |  |  |  |  |  |  |  |  |  |  |  |  |
|  |                  |  |  |  |  |  |  |  |  |  |  |  |  |
|  | Садатаро Хіраока |  |  |  |  |  |  |  |  |  |  |  |  |
|  |                  |  |  |  |  |  |  |  |  |  |  |  |  |
|  |                  |  |  |  |  |  |  |  |  |  |  |  |  |
|  | Цуру Хіраока     |  |  |  |  |  |  |  |  |  |  |  |  |
|  |                  |  |  |  |  |  |  |  |  |  |  |  |  |
|  |                  |  |  |  |  |  |  |  |  |  |  |  |  |
|  | Азуса Хіраока    |  |  |  |  |  |  |  |  |  |  |  |  |
|  |                  |  |  |  |  |  |  |  |  |  |  |  |  |
|  |                  |  |  |  |  |  |  |  |  |  |  |  |  |
|  | Іваносуке Нагаї  |  |  |  |  |  |  |  |  |  |  |  |  |
|  |                  |  |  |  |  |  |  |  |  |  |  |  |  |
|  |                  |  |  |  |  |  |  |  |  |  |  |  |  |
|  | Нацу Хіраока     |  |  |  |  |  |  |  |  |  |  |  |  |
|  |                  |  |  |  |  |  |  |  |  |  |  |  |  |
|  |                  |  |  |  |  |  |  |  |  |  |  |  |  |
|  | Такаші Нагаї     |  |  |  |  |  |  |  |  |  |  |  |  |
|  |                  |  |  |  |  |  |  |  |  |  |  |  |  |
|  |                  |  |  |  |  |  |  |  |  |  |  |  |  |
|  | Юкіо Мішіма      |  |  |  |  |  |  |  |  |  |  |  |  |
|  |                  |  |  |  |  |  |  |  |  |  |  |  |  |
|  |                  |  |  |  |  |  |  |  |  |  |  |  |  |
|  | Асахару Сегава   |  |  |  |  |  |  |  |  |  |  |  |  |
|  |                  |  |  |  |  |  |  |  |  |  |  |  |  |
|  |                  |  |  |  |  |  |  |  |  |  |  |  |  |
|  | Кензо Хаші       |  |  |  |  |  |  |  |  |  |  |  |  |
|  |                  |  |  |  |  |  |  |  |  |  |  |  |  |
|  |                  |  |  |  |  |  |  |  |  |  |  |  |  |
|  | Сото Сегава      |  |  |  |  |  |  |  |  |  |  |  |  |
|  |                  |  |  |  |  |  |  |  |  |  |  |  |  |
|  |                  |  |  |  |  |  |  |  |  |  |  |  |  |
|  | Шізуе Хіраока    |  |  |  |  |  |  |  |  |  |  |  |  |
|  |                  |  |  |  |  |  |  |  |  |  |  |  |  |
|  |                  |  |  |  |  |  |  |  |  |  |  |  |  |
|  | Хасі Кендо       |  |  |  |  |  |  |  |  |  |  |  |  |
|  |                  |  |  |  |  |  |  |  |  |  |  |  |  |
|  |                  |  |  |  |  |  |  |  |  |  |  |  |  |
|  | Томі Хаші        |  |  |  |  |  |  |  |  |  |  |  |  |
|  |                  |  |  |  |  |  |  |  |  |  |  |  |  |
|  |                  |  |  |  |  |  |  |  |  |  |  |  |  |
|  | -                |  |  |  |  |  |  |  |  |  |  |  |  |
|  |                  |  |  |  |  |  |  |  |  |  |  |  |  |
|  |                  |  |  |  |  |  |  |  |  |  |  |  |  |

Прабатьки:

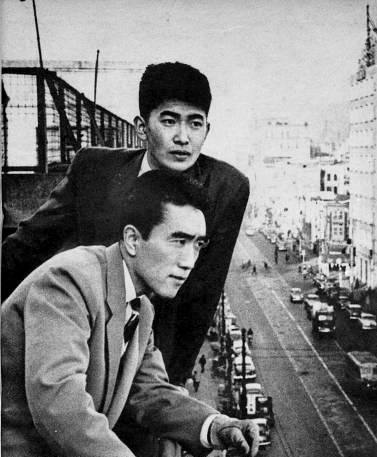
Мішіма (внизу) з Шінтаро Ісіхарою (1956)

- Дідусь: Садатаро Хіраока (1863—1942)
- Бабуся: Нацуко Хіраока (1876—1939)

Батьки:
- Батько: Азуса Хіраока (1894—1976)
- Мати: Шідзуе Хіраока (1905—1987)

Брати та сестри:
- Брат: Чіюкі Хіраока (1930—1996)
- Сестра: Міцуко Хіраока (1928—1945)

Інші родичі:
- Дядько: Хашіра Хаші (1884—1936)

Сім'я:
- Дружина: Йоко Сугіяма (1937—1995)
- Дочка: Норіко Хіраока (1959-)
- Син: Ічіро Хіраока (1962-)

## Творчість

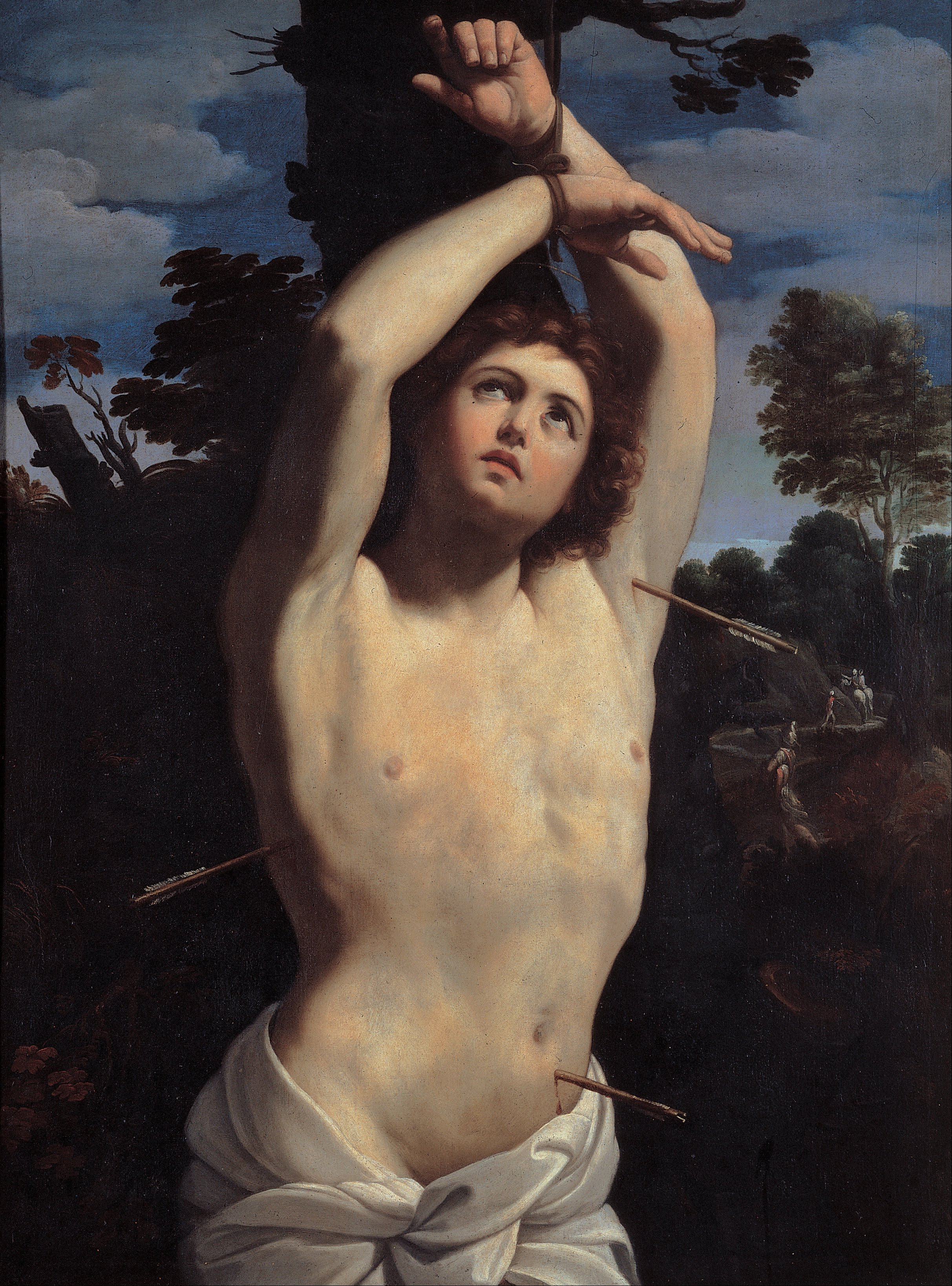
Святий Себастьян роботи Гвідо Рені, бл. 1615 р., Капітолійські музеї, Рим.

Мішіма опублікував близько сорока романів, загалом написавши близько сотні творів, включаючи есе, 20 збірок оповідань та 18 п'єс. Його творчість дуже неоднозначна: до початку 1960-х років його твори мали більше європейського впливу, ніж суто японського. Він жив у західному стилі, мешкав у сучасній віллі, зазвичай одягався в костюми і багато читав європейську класику (він захоплювався Расіном, але також читав і розмовляв англійською і трохи грецькою). З юності він був палким читачем французької літератури, особливо тяжіючи до класичного стилю, і вважав Раймона Радіге, мадам де Ла Файєт і Жана Расіна серед своїх улюблених авторів. Однак з початку 1960-х років він особливо захопився Садом і творчістю Жоржа Батая. Він вважав Батая свого роду духовним старшим братом, заявивши в інтерв'ю незадовго до смерті: «Це європейський мислитель, з яким я відчуваю найтісніший зв'язок».
Тим не менш, Мішіма також заявляв про вірність японській класичній традиції, з якою був добре знайомий. Його потяг до чоловіків був неоднозначним, що визнавалося в його книгах і придушувалося в особистому житті. Незважаючи на свою тендітну статуру, він проголошував культ фізичної сили і завдяки заняттям важкою атлетикою та бойовими мистецтвами, зрештою, розвинув статуру атлета у свої пізні роки.
Його творчість позначена певним песимізмом і рясніє трагічними фіналами. Захоплення стражданням, наприклад, є постійною темою. Мішіма був зачарований картиною Гвідо Рені «Святий Себастьян», на якій зображений напівголий мученик, пронизаний стрілами. До речі, відома фотографія Ейко Хосое зображує Мішіму в подібній позі (опублікована в альбомі «Випробування трояндами» (Barakei) 1963 року: 39 портретів і передмова письменника). Він також співпрацював з Кішін Сіноямою над серією фотографій Святого Себастьяна у 1968 році.
Нижче перераховані головні твори автора. З повним списком можна ознайомитися на біографічній сторінці.

### Есеїстика
| Японською                                                       | Українською                               | Рік       | ISBN          |
| --------------------------------------------------------------- | ----------------------------------------- | --------- | ------------- |
| - アポロの杯 - Aporo no Sakazuki                                | Кубок Аполлона                            | 1952      |               |
| - 不道徳教育講座 - Fudōtoku Kyōiku Kōza                         | Лекції про аморальне виховання            | 1958–1959 |               |
| - 私の遍歴時代 - Watashi no Henreki Jidai                       | Мій період мандрів                        | 1963      |               |
| - 太陽と鐡 - （太陽と鉄） - Taiyō to Tetsu                      | Сонце і сталь                             | 1965–1968 | 4-7700-2903-9 |
| - 葉隠入門 - Hagakure Nyūmon                                    | Шлях самураїв                             | 1967      | 0-465-09089-3 |
| - 文化防衛論 - Bunka Bōei-ron                                   | На захист культури                        | 1968      |               |
| - 革命哲学としての陽明学 - Kakumei tetsugaku toshiteno Yomegaku | Думка Ван Янміна як революційна філософія | 1970      |               |

### П'єси
Окрім п'єс у сучасному стилі, таких як «Мадам де Сад», Мішіма писав для двох з трьох жанрів класичного японського театру: Но та Кабукі (як гордий токіо, він навіть не відвідував ляльковий театр Бунраку, який завжди асоціювався з Осакою та провінцією).
Хоча Мішіма брав теми, назви та персонажів з канону Но, його повороти та сучасні місця дії, такі як лікарні та бальні зали, вражали глядачів, які звикли до давно усталених оригіналів.
| Рік  | Японською                                            | Українською                                                             | Жанр   |
| ---- | ---------------------------------------------------- | ----------------------------------------------------------------------- | ------ |
| 1950 | - 邯鄲 - Kantan                                      | Чарівна подушка                                                         | Но     |
| 1951 | - 綾の鼓 - Aya no Tsuzumi                            | Дамаський барабан                                                       | Но     |
| 1952 | - 卒塔婆小町 - Sotoba Komachi                        | Комачі біля могильного стовпа                                           | Но     |
| 1954 | - 葵の上 - Aoi no Ue                                 | Пані Аой                                                                | Но     |
| 1954 | - 鰯賣戀曳網 - (鰯売恋曳網) - Iwashi Uri Koi Hikiami | Сітка любові продавця сардин                                            | Кабукі |
| 1955 | - 班女 - Hanjo                                       | Жінка-очікувачка з віялом                                               | Но     |
| 1955 | - 芙蓉露大内実記 - Fuyō no Tsuyu Ōuchi Jikki         | Рум'янець на білому гібіскусі: Леді Фуйо та правдива історія клану Тючі | Кабукі |
| 1957 | - 道成寺 - Dōjōji                                    | Храм Додзьодзі                                                          | Но     |
| 1959 | - 熊野 - Yuya                                        | Юя                                                                      | Но     |
| 1960 | - 弱法師 - Yoroboshi                                 | Сліпий юнак                                                             | Но     |
| 1969 | - 椿説弓張月 - Chinsetsu Yumiharizuki                | Дивовижна казка: Місячна луна або півмісяць                             | Кабукі |

### Фільми
Мішіма знявся у багатьох фільмах. Фільм «Патріотизм» він написав і профінансував сам, а зняв його у тісній співпраці з Масакі Домото. Мішіма також написав детальний звіт про весь процес, в якому детально описує деталі, пов'язані з костюмами, витратами на зйомки та сприйняттям фільму. «Патріотизм» здобув другий приз на Міжнародному фестивалі короткометражних фільмів у Турі в січні 1966 року.
| Рік  | Назва                                  | Українською                    | Роль                                 | Директор        |
| ---- | -------------------------------------- | ------------------------------ | ------------------------------------ | --------------- |
| 1951 | - 純白の夜 - Jumpaku no Yoru           | Чиста біла ніч                 | масовка (сцена танцювальної вечірки) | Хідео Хаба      |
| 1959 | - 不道徳教育講座 - Fudōtoku Kyōikukōza | Лекції про аморальне виховання | себе в якості штурмана               | Кацумі Нісікава |
| 1960 | - からっ風野郎 - Karakkaze Yarō        | Боязнь смерті                  | Такео Асахіна (головний герой)       | Ясузо Масумура  |
| 1966 | - 憂国 - Yūkoku                        | Обряд любові і смерті          | Сіндзі Такеяма (головний герой)      | Домото Масакі   |
| 1968 | - 黒蜥蜴 - Kurotokage                  | Чорна Ящірка                   | Людська статуя                       | Кіндзі Фукасаку |
| 1969 | - 人斬り - Hitokiri                    | Тенчу!                         | Танака Шинбей                        | Хідео Гоша      |

## Український переклад
Переклад творів Юкіо Мішіми це складний процес через певну специфіку, як стилістичну, так і тематичну. Мішіма поєднує традиції та сучасність, інтегруючи японські елементи із західними впливами, що ставить перед перекладачами непрості завдання. Іноді переклади можуть спрощувати або есенціалізувати японську культуру, впливаючи на міжнародне сприйняття складних тем, таких як націоналізм та ідентичність. Як наслідок, сприйняття його творів за кордоном значною мірою залежить від культурного контексту перекладів. Зрештою, попри складність і багатозадачність, твори Мішіми перекладено у понад 80-ти країнах світу, українською мовою деякі з них переклали І. Данченко, Д. Купко, Д. Москальов, І. Дубінський.
Протягом тривалого часу творчість Юкіо Мішіми в Україні зазнавала критики з боку радянської влади та звинувачень у «неосамурайстві». Це було закономірно, оскільки консервативні та проправі погляди автора суперечили ідеологічним засадам тогочасного політичного режиму. Після падіння «залізної завіси» процес перекладу творів дещо полегшився, однак питання фінансування залишалося проблемним. Відсутність належної підтримки з боку видавництв і дефіцит кваліфікованих перекладачів з японської мови створювали несприятливі умови для здійснення перекладацької діяльності.  Першими перекладами стали «Сповідь маски» та «Маркіза де Сад», які були перекладені та викладені у вільний доступ І. Дубінським. Зрештою твір «Маркіза де Сад» був опублікований офіційно видавництвом Фоліо в 2007 році, над перекладом працювали Дар'я Купко та Інна Данченко. Згодом, у 2011 році, згадане Фоліо було видано «Заборонені барви» у перекладі Д. Москальова, а також видані старі переклади.
У 2024 році видавництво Фоліо анонсувало перевидання старих перекладів творів Юкіо Мішіми. Це включає в себе нові видання класичних творів японського автора, які раніше були перекладені українською мовою. В цей список входять;
- «Заборонені барви»
- «Жінка маркіза де Сада»
- «Сповідь маски»

Щодо цієї події розгорівся скандал на Facebook щодо доцільності транслітерації прізвища автора.

## Нагороди
- Премія Сінчо від видавництва Сінчоша, 1954, за «Шум хвиль» (The Sound of Waves)
- Премія Кісіда за драму від видавництва Сінчоша, 1955, за «Гніздо термітів» (白蟻の巣, Shiroari no Su)
- Премія Йом'юрі від Yomiuri Newspaper Co. за найкращий роман, 1956, «Храм Золотого павільйону».
- Премія Шюкан Йомюрі для сінґекі від Yomiuri Newspaper Co., 1958, за роман «Троянда і пірат» (薔薇と海賊, «Bara to Kaizoku»)
- Премія Йоміурі від Yomiuri Newspaper Co. за найкращу драму, 1961, «Хризантема на десятий (День після ярмарку)» (十日の菊, Tōka no kiku)
- Мистецька премія Майніті від газети «Майніті Шімбун», 1964, за «Шовк і прозріння».
- Премія мистецького фестивалю від Міністерства освіти, 1965, за «Мадам де Сад».

Юкіо Мішіма тричі номінували на Нобелівську премію, але жодного разу він її не отримав. Останнього разу замість Мішіми її отримав представник СРСР Михайло Шолохов. Зокрема, існує версія, що саме таке рішення стало причиною депресії, а згодом і самогубства Мішіми.